# Bohumil Ždichynec
Bohumil Ždichynec (* 17. srpna 1942 Prčice) je český lékař, vědecký pracovník, spisovatel a básník, autor populárních i vědeckých prací z lékařského oboru a přírodních věd, literatury faktu a básnických sbírek.

## Život
Po absolvování Lékařské fakulty Univerzity Karlovy v Praze a postgraduální specializaci se stal odborným internistou a sekundárním lékařem, později primářem v nemocnicích v Jihočeském a Východočeském kraji. V klinické praxi se zabýval hlavně problematikou civilizačních chorob. Pracoval ve výboru České gerontologické společnosti. Jako vědecký pracovník působil na klinickém pracovišti Výzkumného ústavu balneologického v Karlových Varech, kde publikoval výzkumné práce zabývající se transportem minerálů střevní stěnou, působením střevní mikroflóry a účinkem lokálních gastrointestinálních hormonů a střevních endorfinů. V následující etapě se zabýval speciální problematikou rehabilitace cévních mozkových příhod, stal se primářem a ředitelem Ústavu pro cévní choroby mozkové v Chotěboři, dal impulz ke konstituování celostátního Sdružení pro rehabilitaci osob po cévní mozkové příhodě a ze začátku se podílel na jeho činnosti. Později spoluzaložil v Praze klinicko-laboratorní institut Bioregena s první servisní dopravní laboratorní službou pro privátní lékaře v Praze a okolí a byl jeho lékařským ředitelem. Nyní pracje jako odborný internista lékařského centra Polikliniky I. P. Pavlova v Praze. S manželkou Jitkou, ženskou lékařkou, žije v Praze.

## Dílo
Publikoval přes 300 vědeckých a odborných prací, mimo jiné i v zahraničí (Švýcarsko, Francie, Německo, USA), a některé z nich byly oceněny prestižními cenami – např. cenou České fyziatrické společnosti roku 1971 nebo cenou České rehabilitační společnosti roku 1991 a dalšími. Věnuje se i popularizaci vědy, a v tomto oboru napsal přes třicet knih.
Vedle lékařské praxe je i spisovatelem a básníkem, členem Obce spisovatelů, autorem řady básnických sbírek. Publikuje také články. eseje, básně a povídky v novinách a časopisech. První jeho verše se objevily roku 1966 v poetické vinárně Viola v Praze v pořadu Verše naboso v podání Radovana Lukavského, ale jeho sbírka Zvuky do prázdna nakonec po roce 1968 nevyšla.

## Výběrová bibliografie

### Odborné a populárně naučné knihy
- Prognóza srdečního infarktu se zřetelem na rizkového činitele (1974)
- Člověk, práce a zdraví  (1986)
- Žena je stvořena pro lásku (1991). Kniha přináší informace a rady ženám každého věku o mnoha věcech, které je provázejí po celý život.
- Jak pomáhat postiženým při mozkových příhodách (1991)
- Léčitelská kuchařka (1991), zdravá strava bez pověr, kouzel a předsudků
- Praktický rodinný lékař (1994)
- Rodinná encyklopedie zdraví (1998), spoluatoři John Kissneyllbecher a Jaroslav Pekárek.
- Tajemství mozku (2002)
- Astromedicína pro každého (2004)
- Člověk, viry a ptačí chřipka (2006)
- Chlamydie: skrytá hrozba v těle (2009)
- Lékařem sobě (2011)
- Třetí medicína, aneb, Perspektivní cesta k životu (2016)
- Známe sami sebe? (2016)
- Pozapomenutí Jihočeši (2021), spoluautor Vladimír Novotný

### Básnické sbírky
- Soukromé Benátky (1987)
- Orfeův návrat (1990)
- Bell ami (1990)
- Syndrom Titaniku (1991)
- Tanec v prázdném sále (1996), sbírka byla vydána v Mnichově v nakladatelství Obrys/Kontur-PmD.
- 24 hodin v těle antičlověka (2001)
- Na hranici života (2002)
- Žízeň v srdci spící, aneb, Každý může být básníkem (2015)
- Blues pro lidská srdce (2016)
- Hamlet v tekuté době (2017)
- Hranatej svět (2018)
- Srdce v mrakodrapu (2019)
- Noe odpočítává dny (2020)
- Bezejmenný Sokratés (2021)

### Próza
- Stopy v srdci (2017), proměna člověka a krajiny ve světle genealogie jihočeského rodu
- O člověku jinak: tajenka a křížovka života (2018), eseje
- Zvláštní způsoby štěstí (2019), povídky
- Rubikova kostka života (2020)
- O Hledání a nalézání (2021), spoluautorka Olga Nytrová